# Loxioda similis
Loxioda similis är en fjärilsart som beskrevs av Moore 1882. Loxioda similis ingår i släktet Loxioda och familjen nattflyn. Inga underarter finns listade i Catalogue of Life.